# Taktisches Luftwaffengeschwader 31 „Boelcke“
Das Taktische Luftwaffengeschwader 31 „Boelcke“ (TaktLwG 31 „B“), bis 30. September 2013 Jagdbombergeschwader 31 „Boelcke“, ist ein Traditionsgeschwader der Bundeswehr und gehört zu den ältesten fliegenden Einsatzverbänden der Luftwaffe. Vom 1. Oktober 2013 bis 4. Juli 2016 war das Taktische Luftwaffengeschwader 31, unter Einbeziehung der Taktischen Luftwaffengruppe „Richthofen“ auf dem Fliegerhorst Wittmund zum gleichen Datum, das größte Jet-Geschwader der Luftwaffe. Seit dem 1. Juli 2015 ist das Geschwader dem Luftwaffentruppenkommando in Köln-Wahn unterstellt.

## Auftrag
Der Auftrag des TaktLwG 31 „B“ umfasst unter anderem Abriegelung aus der Luft (Air Interdiction), Bekämpfung von feindlichen Luftstreitkräften am Boden (Offensive Counter Air) und Luftnahunterstützung (Close Air Support). Darüber hinaus kommt dem Geschwader die Aufgabe zu, für alle deutschen Eurofighter-Verbände technische Innovationen einzuführen und zu erproben sowie Taktiken und Verfahren zu entwickeln, die sich aus wehrtechnischen Innovationen ergeben. In dieser Hinsicht hat das Geschwader die Funktion eines Leit- und Lehrverbandes.

## Geschichte

### Aufstellungsphase
Das Geschwader wurde 1957 auf dem Fliegerhorst Büchel aufgestellt, da in dieser Zeit der Fliegerhorst Nörvenich umgebaut wurde. Die am 1. Oktober 1957 aufgestellte 1. Staffel ist die älteste Jagdbomber- und Kampfstaffel der bundesdeutschen Luftwaffe. Im Januar 1958 begann der Umzug von Büchel nach Nörvenich und das Geschwader wurde offiziell am 20. Juni 1958 auf dem Fliegerhorst Nörvenich in Dienst gestellt. Das Jagdbombergeschwader ist seit dem 20. April 1961 nach dem Jagdflieger des Ersten Weltkriegs Oswald Boelcke (1891–1916) benannt.
Als erster Verband der Luftwaffe wurde das Jagdbombergeschwader 31 am 19. Januar 1959 von der NATO überprüft und ihr nach erfolgreicher Überprüfung unterstellt. Auch in den weiteren jährlichen Bewertungen, die durch Vertreter der NATO-Verbündeten stattfanden, schloss das Geschwader immer mit Bestnoten ab, und es wurde als eines der ersten Geschwader den Krisenreaktionskräften zugeteilt. Das Geschwader erhielt als Erstausstattung die Republic F-84F Thunderstreak, die 1961 durch den Lockheed F-104G Starfighter ersetzt wurde. Das JaboG 31 „Boelcke“ war das erste Geschwader der Luftwaffe, das am 20. Juni 1962 mit dem Starfighter einsatzbereit war. Zum Geschwader gehörten zu dieser Zeit drei Liegenschaften: Der Fliegerhorst (FlgH), die Boelcke-Kaserne und Kaserne Haus Hardt.

### Ära Tornado
Auf den Starfighter folgte der Panavia Tornado IDS. Abermals wurde das JaboG 31 als erstes Geschwader mit einem in der Luftwaffe neu eingeführten Flugzeug ausgerüstet. Danach folgte die Aufrüstung zum Panavia Tornado 200 ECR. In der Tornado-Zeit waren beim Geschwader insgesamt ca. 4.500 Soldaten und Zivilisten (Letztere bei der Standortverwaltung) stationiert. Das Heer betrieb auf dem Fliegerhorst ein Fernmeldezentrum und auch eine Fahrschule. Der Fliegerhorst ist bis heute (2023) auch die Basis eines Luftrettungszentrums (SAR 41). Ferner diente der Standort lange auch als Basis einer Staffel des Erdkampfflugzeugs A-10 „Thunderbolt“ (genannt: Warzenschwein), die gern als 3. Staffel des Geschwaders Boelcke bezeichnet wurde.
Das Geschwader war in der alten Form der NATO unterstellt und musste somit an deren beiden jährlichen Prüfungen teilnehmen, genannt „MaxEval“ (Maximum Evaluation) und „TacEval“ (Tactical Evaluation). Hinzu kamen weitere Prüfungen (sog. Alarme), die von der deutschen Luftwaffenführung auferlegt worden waren; in Anlehnung an den (noch vom Ersten Weltkrieg herrührenden) Namen „Zirkus Boelcke“ trugen diese die Jargonbezeichnung „Runde Manege“. Da das Geschwader im Jahr mindestens sechs „Vollalarme“, die jeweils über eine Woche andauerten, durchführte und immer bestand, qualifizierte es sich damit auch als Erstes für den Kreis der Krisenreaktionskräfte.
Im Rahmen der Wiedervereinigung und der Entspannung der Weltkrisenlage wurde der Flugzeug- und Personalbestand des Geschwaders immer weiter heruntergefahren. Als Geschwaderangehörige anlässlich der Oderflut 1997 zu Hilfseinsätzen abkommandiert wurden, mussten daher zur Bedarfsdeckung Reservisten einberufen werden.

### Ära Eurofighter

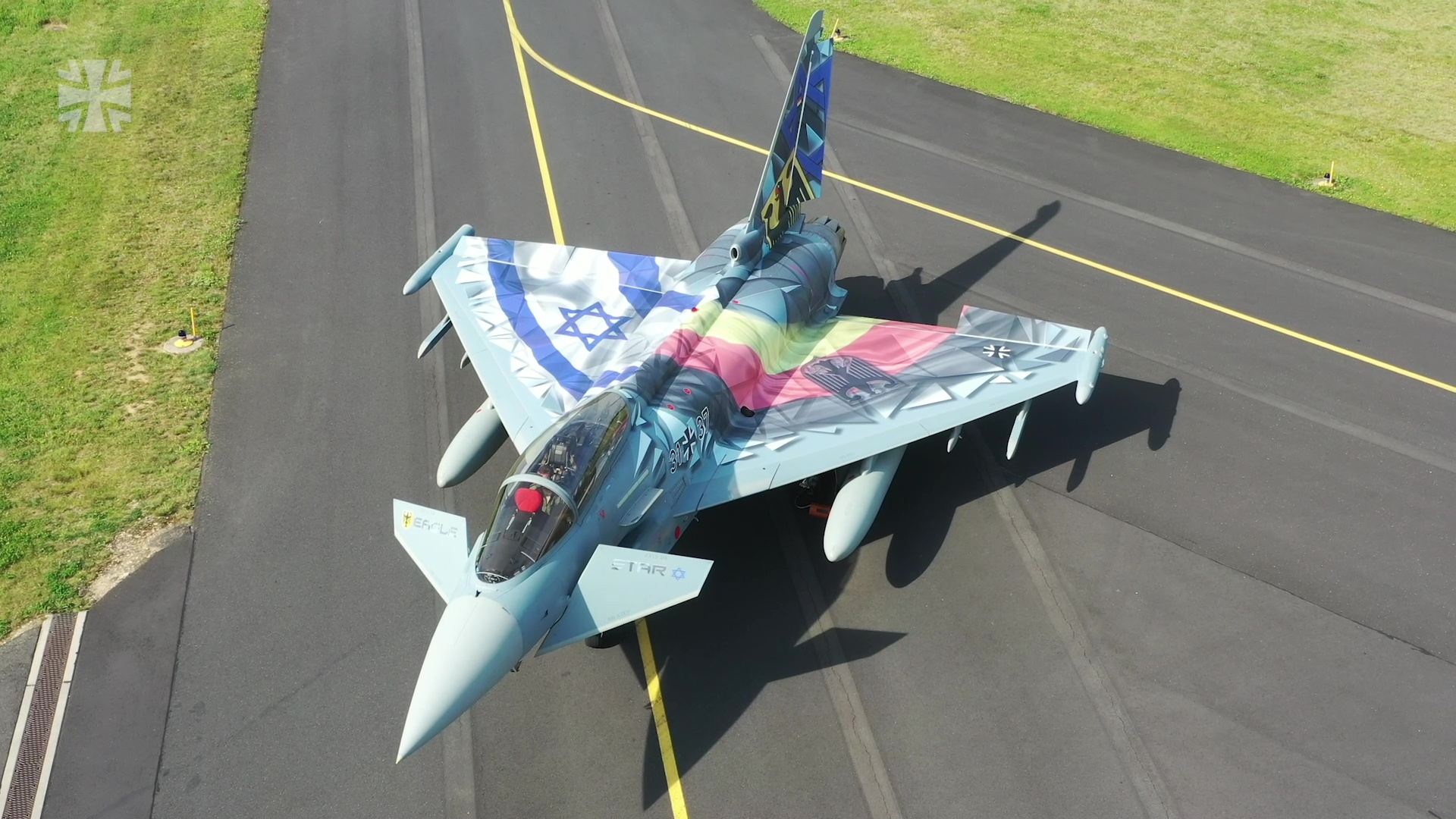
Eurofighter mit Sonderfolierung Eagle Star

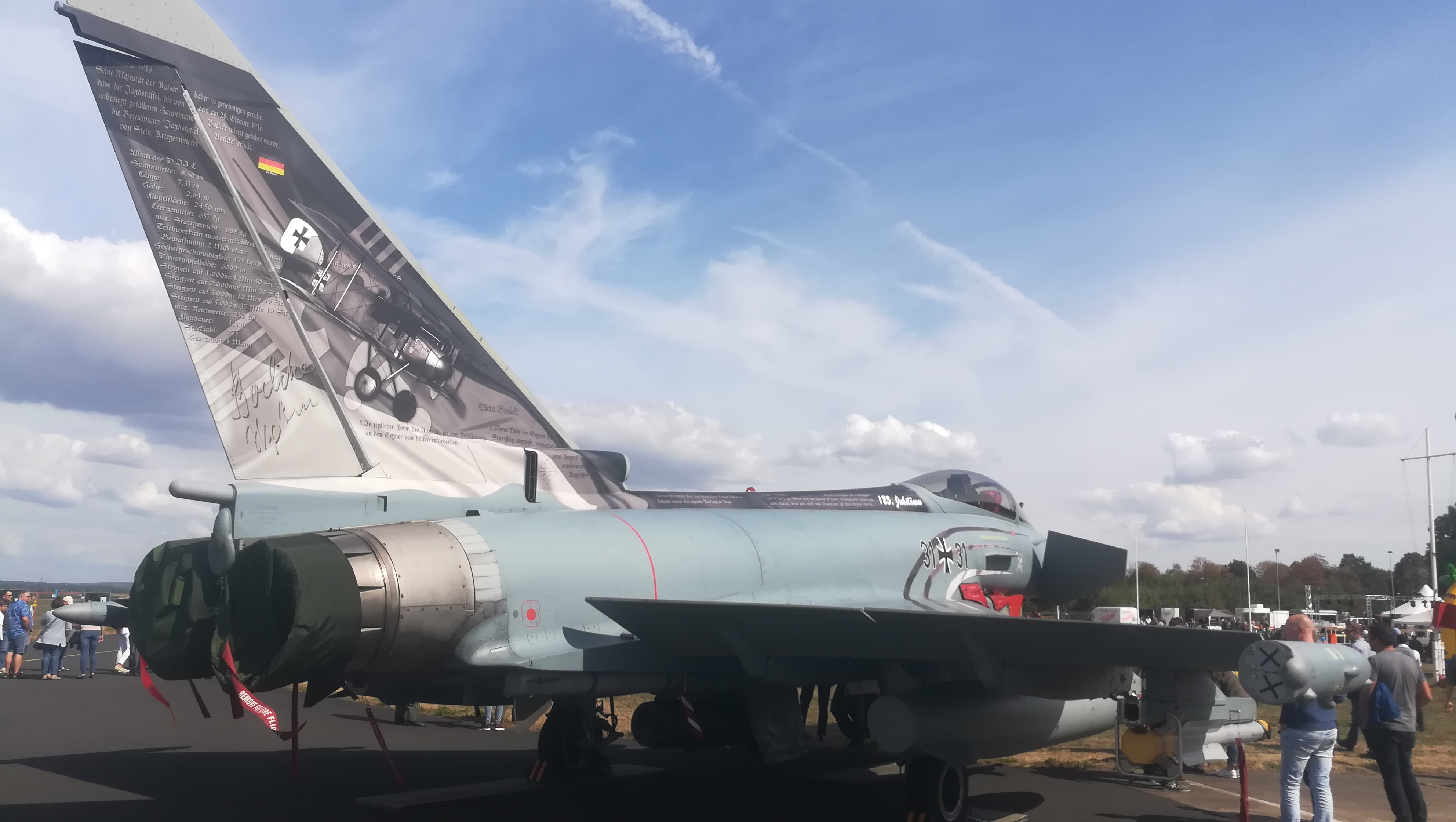
Eurofighter mit Sonderfolierung zum Gedenken an Hauptmann Oswald Boelcke

Das JaboG 31 „Boelcke“ wurde als erstes Jagdbombergeschwader der Luftwaffe in Deutschland mit dem Eurofighter Typhoon ausgerüstet. Die ersten vier Flugzeuge dieses Typs landeten am 16. Dezember 2009 in Nörvenich; ein halbes Jahr später, am 25. Juni 2010, verließ der letzte Tornado offiziell den Fliegerhorst Nörvenich. 2011 waren bereits acht Eurofighter vor Ort. Im März 2012 stellte man in Nörvenich eine Alarmrotte (QRA) mit dem Eurofighter auf.
Im Mai 2016 verfügte das Geschwader über 26 Eurofighter, wovon fünf in Wittmund stationiert waren.
Im Zusammenhang mit der Außerdienststellung des Flugzeugmusters Phantom II beim Jagdgeschwader 71 „Richthofen“ übernahm das JaboG 31 vom 1. Juli 2013 bis 4. Juli 2016 die Verantwortung für die Bereitstellung einer Alarmrotte auf dem Fliegerhorst Wittmund des JG 71. Vom 1. Oktober 2013 bis zum 4. Juli 2016 war dieser Verband als Taktische Luftwaffengruppe „Richthofen“ dem Taktischen Luftwaffengeschwader 31 unterstellt. Danach allerdings wurde die Taktische Luftwaffengruppe „Richthofen“ wieder zu einem eigenständigen Geschwader in Wittmund aufgewertet, so dass das Luftwaffengeschwader 31 nunmehr wieder den Standort Nörvenich als einzige Basis hat. Im Februar 2020 waren 34 Eurofighter in Nörvenich stationiert.
Am 27. April 2006 wurde der Grundstein für ein Simulatorgebäude gelegt. Der Neubau kostete 10,5 Mio. Euro. Das Richtfest wurde am 25. Oktober 2006 gefeiert. Am 18. Juni 2012 zog der Stab von der Boelcke-Kaserne in Kerpen zum Fliegerhorst Nörvenich um. Ursprünglich sollte die Boelcke-Kaserne 2015 geschlossen werden, blieb aber erhalten.
Organisatorisch ist das Geschwader in die Fliegende und die Technische Gruppe gegliedert. Die Fliegende Gruppe (FlgGrp) umfasst die 1. und 2. fliegende Staffel und die Flugbetriebsstaffel. Diese Gruppe ist für den Einsatz und den Flugbetrieb zuständig. Hier werden z. B. Flugdaten wie Kurse, Betankung, Waffenlast usw. festgelegt.
Die Technische Gruppe (TGrp) setzt sich aus der Instandsetzungs/Elektronikstaffel, der Wartungs/Waffenstaffel und der Nachschub/Transportstaffel zusammen. Diese Gruppe kümmert sich um alle technischen Belange der Luftfahrzeuge (Lfz). Diese beinhalten nicht nur Wartung und Instandsetzung, sondern auch Bewaffnung und Munition, Fallschirmtechnik, Betankung uvm.

#### Das TaktLwG 31 „Boelcke“ als Leitverband für innovative Entwicklungen
Insbesondere ab 2017 übernahm das TaktLwG 31 „B“ eine Rolle als Leitverband bei Erweiterung des Einsatzspektrums des Eurofighters hin zu einem Jagdbomber (sogenannte Luft-Boden-Befähigung). Aus dem Eurofighter wurde so ein taugliches Mehrrollenflugzeug, mit dem auch Angriffsmittel erfolgreich eingesetzt werden können, die ein komplexes Zusammenwirken verschiedener Systeme erfordern. Ein Beispiel hierfür ist die laser- oder auch GPS-gelenkte Gleitbombe GBU-48, die seit Ende 2017 zur Eurofighter-Bestückung gehört. Anhand der dabei gewonnenen Erkenntnisse wurden die entsprechenden Verfahren und Ausbildungsgrundlagen auch für die anderen mit diesem Flugzeugmuster ausgestatteten Verbände der deutschen Luftwaffe abgeleitet.

#### Pionierbeziehungen zur israelischen Luftwaffe
Zu Beginn der 2020er Jahre stand das TaktLwG 31 „B“ wiederholt im Fokus der freundschaftlichen deutsch-israelischen Militärbeziehungen.
Im August 2020 war es zwei Wochen lang Gastgeber des ersten israelischen Luftwaffenkontingents, das jemals auf deutschem Boden landete. Angeführt vom Oberkommandierenden der IAF, Generalmajor Amikam Norkin, übten Teile des 101. und 105. IAF-Geschwaders vom Militärflugplatz Chazor im Rahmen der Übung „Blue Wings 2020“ mit dem Geschwader „Boelcke“ gemeinsame Luftoperationen. Um die Besonderheit des Anlasses zu würdigen, waren die israelischen Maschinen von einer Ehreneskorte aus „Boelcke“-Eurofightern nach Nörvenich geleitet worden, wobei der Inspekteur der Luftwaffe und ehemalige „Boelcke“-Geschwaderkommodore Generalleutnant Ingo Gerhartz die Führungsmaschine gesteuert hatte. Er sagte in diesem Zusammenhang: „Nach dem Menschheitsverbrechen der Shoa ist es ein bewegendes Zeichen unserer heutigen Freundschaft, dass wir erstmals in unserer Geschichte Seite an Seite mit der israelischen Luftwaffe fliegen. Das dunkelste Kapitel der deutschen Geschichte ist uns heute Auftrag, Antisemitismus mit aller Konsequenz zu bekämpfen.“ Mit einem gemeinsamen Formationsflug über den Flugplatz Fürstenfeldbruck und die KZ-Gedenkstätte Dachau gedachten deutsche und israelische Piloten wenig später der Opfer des NS-Terrors und des Olympia-Attentats von 1972.

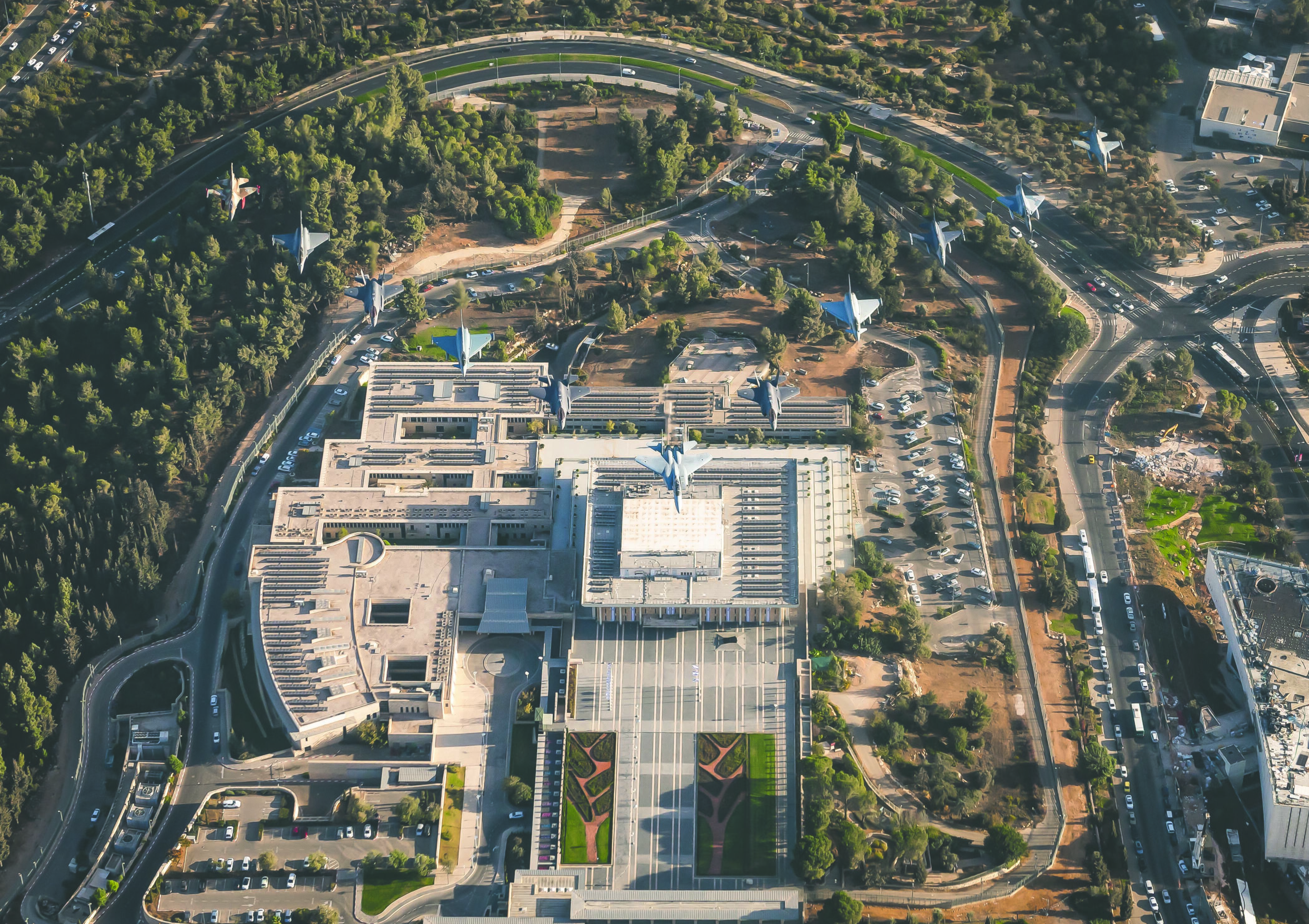
Israelische und deutsche Kampfjets überfliegen die Knesset in Jerusalem

Unter der Führung des TaktLwG 31 „B“ nahm die deutsche Luftwaffe 2021 an der internationalen Übung „Blue Flag“ in Israel teil. Die deutsche Abordnung wurde wiederum von Generalleutnant Gerhartz geleitet. Aus diesem Anlass wurde der Eurofighter 31+37 „Eagle Star“ mit einer aufwändigen Sonderfolierung versehen, die die Freundschaft beider Länder und auch beider Luftwaffen bekunden soll. In einer als historisch bewerteten Geste überflog Gerhartz Seite an Seite mit dem Chef der israelischen Luftwaffe Jerusalem und das israelische Parlament, die Knesset. Es handelte sich um den ersten Überflug einer deutschen Luftwaffenmaschine über Jerusalem seit dem Ersten Weltkrieg.

## Kommodoren

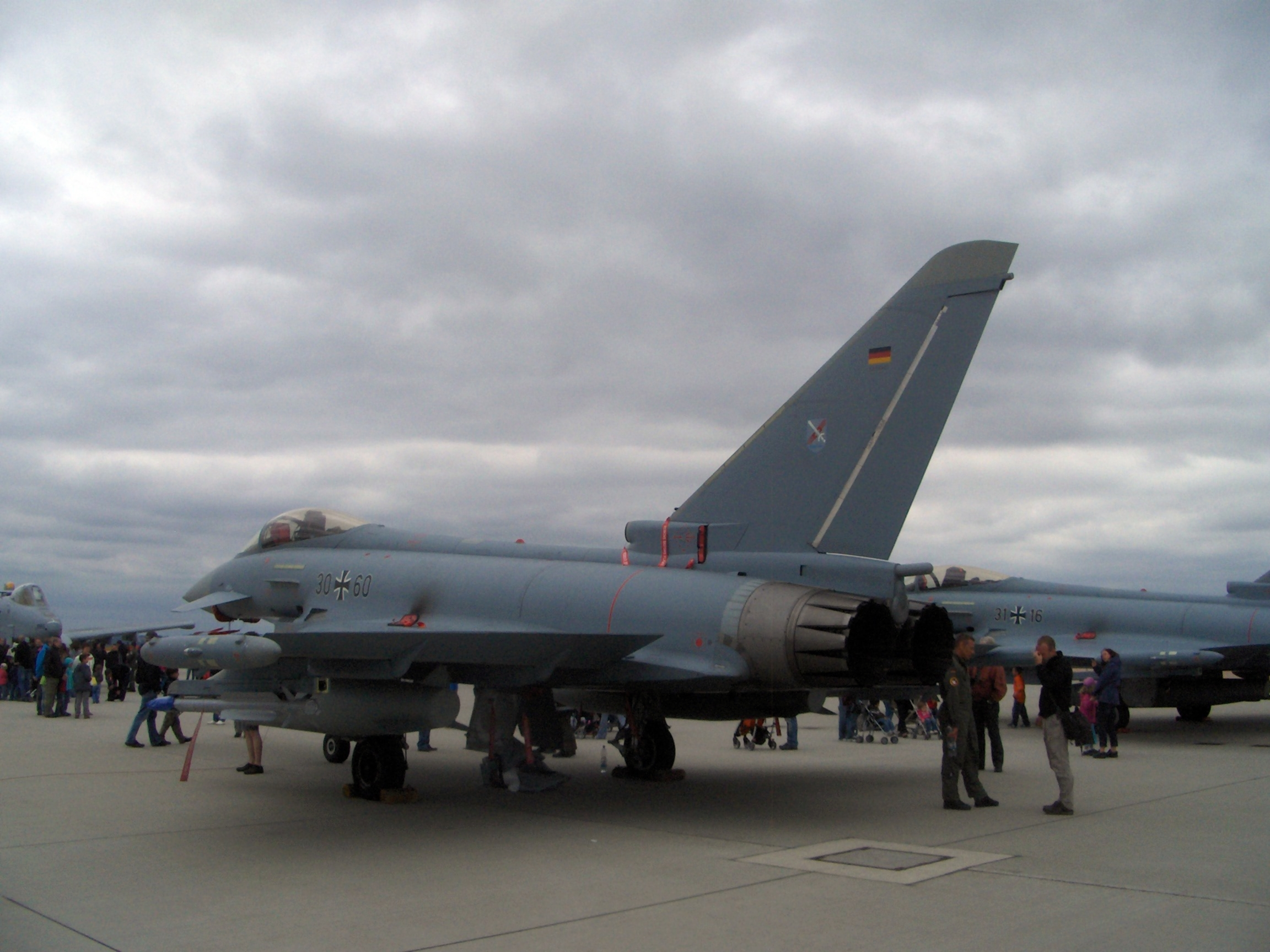
Eurofighter des JaboG 31 2011 auf der Spangdahlem Air Base

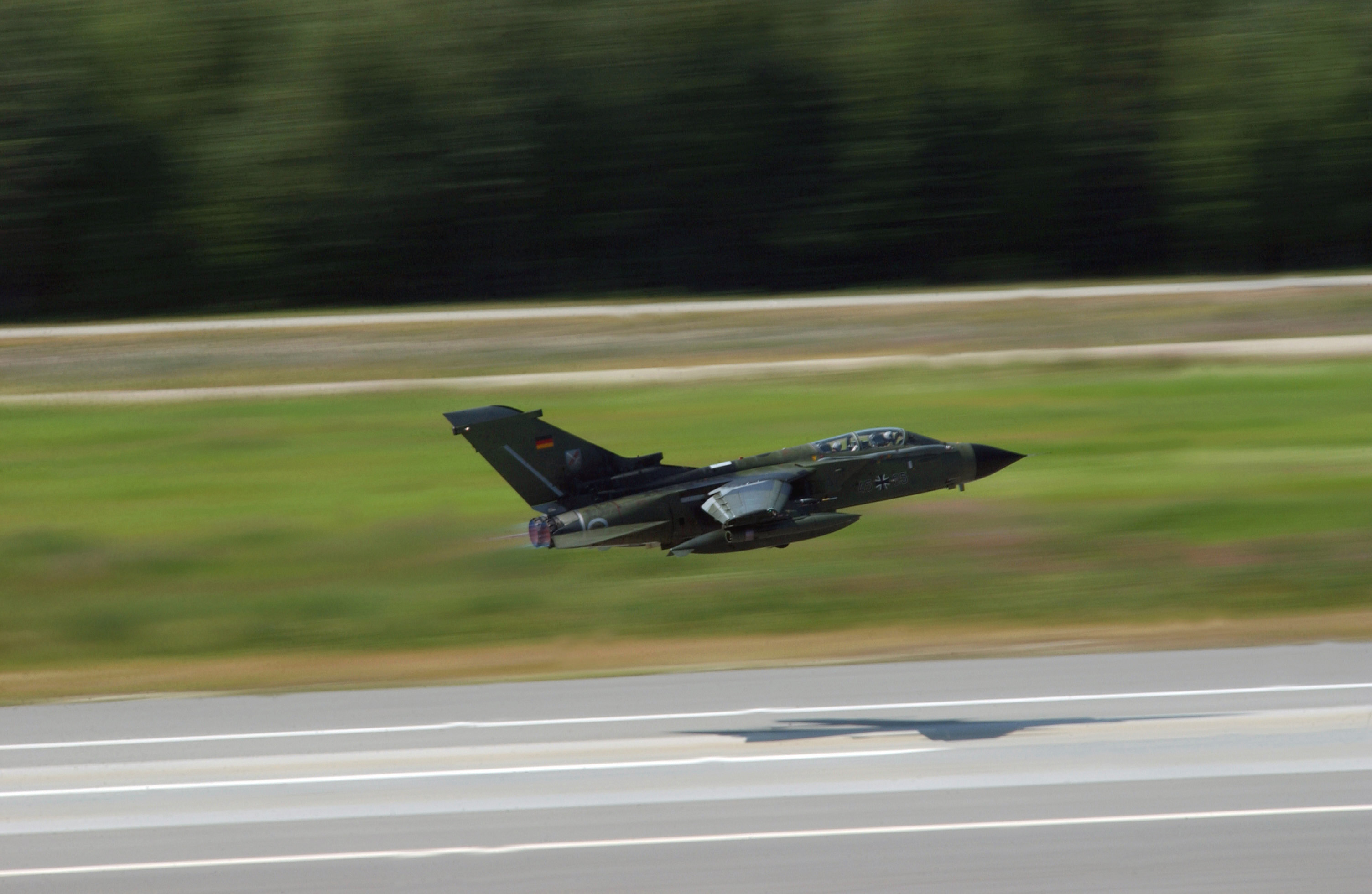
Tornado des JaboG 31 auf der Eielson Air Force Base

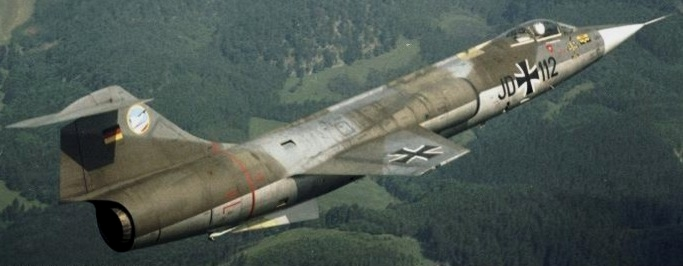
F-104 Starfighter (JG 74, baugleich beim JaboG 31 eingesetzt)

| Nr. | Name                            | Beginn der Berufung | Ende der Berufung  |
| --- | ------------------------------- | ------------------- | ------------------ |
| 23  | Oberst Timo Heimbach            | 30. September 2021  | -                  |
| 22  | Oberst Danilo Schlag            | 30. November 2018   | 30. September 2021 |
| 21  | Oberst Stefan Kleinheyer        | 19. Dezember 2014   | 30. November 2018  |
| 20  | Oberst Andreas Hoppe            | 8. Juli 2010        | 19. Dezember 2014  |
| 19  | Oberst Ingo Gerhartz            | 20. Dezember 2007   | 8. Juli 2010       |
| 18  | Oberst Michael Kuhn             | 30. September 2005  | 20. Dezember 2007  |
| 17  | Oberst Peter Stammnitz          | 31. März 2003       | 30. September 2005 |
| 16  | Oberst Heinz-Josef Ferkinghoff  | 25. Juli 2001       | 31. März 2003      |
| 15  | Oberst Werner Nemetschek        | 3. Mai 1999         | 25. Juli 2001      |
| 14  | Oberst Gerd Ruge                | 29. März 1996       | 3. Mai 1999        |
| 13  | Oberst Ulrich Schröder          | 30. August 1994     | 29. März 1996      |
| 12  | Oberst Horst Martin             | 2. Oktober 1992     | 30. August 1994    |
| 11  | Oberst Dieter Reiners           | 29. September 1988  | 2. Oktober 1992    |
| 10  | Oberst Joachim Hoppe            | 15. Juli 1988       | 12. September 1988 |
| 9   | Oberst Jörg Böttcher            | 17. September 1984  | 14. Juli 1988      |
| 8   | Oberst Gert Overhoff            | 25. März 1980       | 17. September 1984 |
| 7   | Oberst Theodor Herbert          | 24. September 1976  | 25. März 1980      |
| 6   | Oberst Albert Weber             | 19. September 1972  | 24. September 1976 |
| 5   | Oberst Hans-Joachim Steindorf   | 11. September 1968  | 19. September 1972 |
| 4   | Oberst Paul Monreal             | 28. November 1966   | 1. September 1968  |
| 3   | Oberst Friedrich Obleser        | 17. Dezember 1963   | 28. November 1966  |
| 2   | Oberst Wilhelm Meyn             | 17. Dezember 1962   | 17. Dezember 1963  |
| 1   | Oberstleutnant Gerhard Barkhorn | 1. September 1957   | 16. Dezember 1962  |

## Eingesetzte Luftfahrzeugmuster
- Republic F-84F „Thunderstreak“
- Lockheed T-33 „T-Bird“
- Piaggio P.149D „Nasenbär“
- F-104G „Starfighter“
- Dornier Do 27
- Dornier Do-28D
- Panavia Tornado IDS
- Eurofighter „Typhoon“

## Zwischenfälle
Seit der Indienststellung des Geschwaders sind 33 Piloten des Geschwaders tödlich verunglückt. Bei Abstürzen mit dem Starfighter verloren 18 Soldaten ihr Leben.
Bei der Vorübung für die feierliche Indienststellung des JaboG 31 mit der F-104 G starben vier Piloten: Bedingt durch räumliche Desorientierung des Leaders stürzte am 19. Juni 1962 eine Vierer-Formation F-104 F in Kerpen-Balkhausen ab. Die Piloten waren nicht Angehörige des JaboG 31, sondern gehörten zur 4. Staffel der Waffenschule der Luftwaffe 10, die damals in Nörvenich stationiert war.
Am 23. Juni 2014 kollidierte bei der Übung einer Alarmrotte ein Eurofighter in 2500 Metern Höhe mit einem Learjet der GFD, dem Learjet wurde dabei eines der beiden Triebwerke abgerissen. In der Folge stürzte dieser bei Olsberg-Elpe ab. Dabei verunglückten beide Insassen tödlich. Dem beteiligten Eurofighter gelang trotz des Verlustes eines gefüllten Zusatztanks die sichere Heimkehr zu seiner Basis.
Im Mai 2015 wurde der beschädigte Jet mit einem Schwertransport nach Manching in Bayern zur Reparatur gebracht.

## Sonstiges

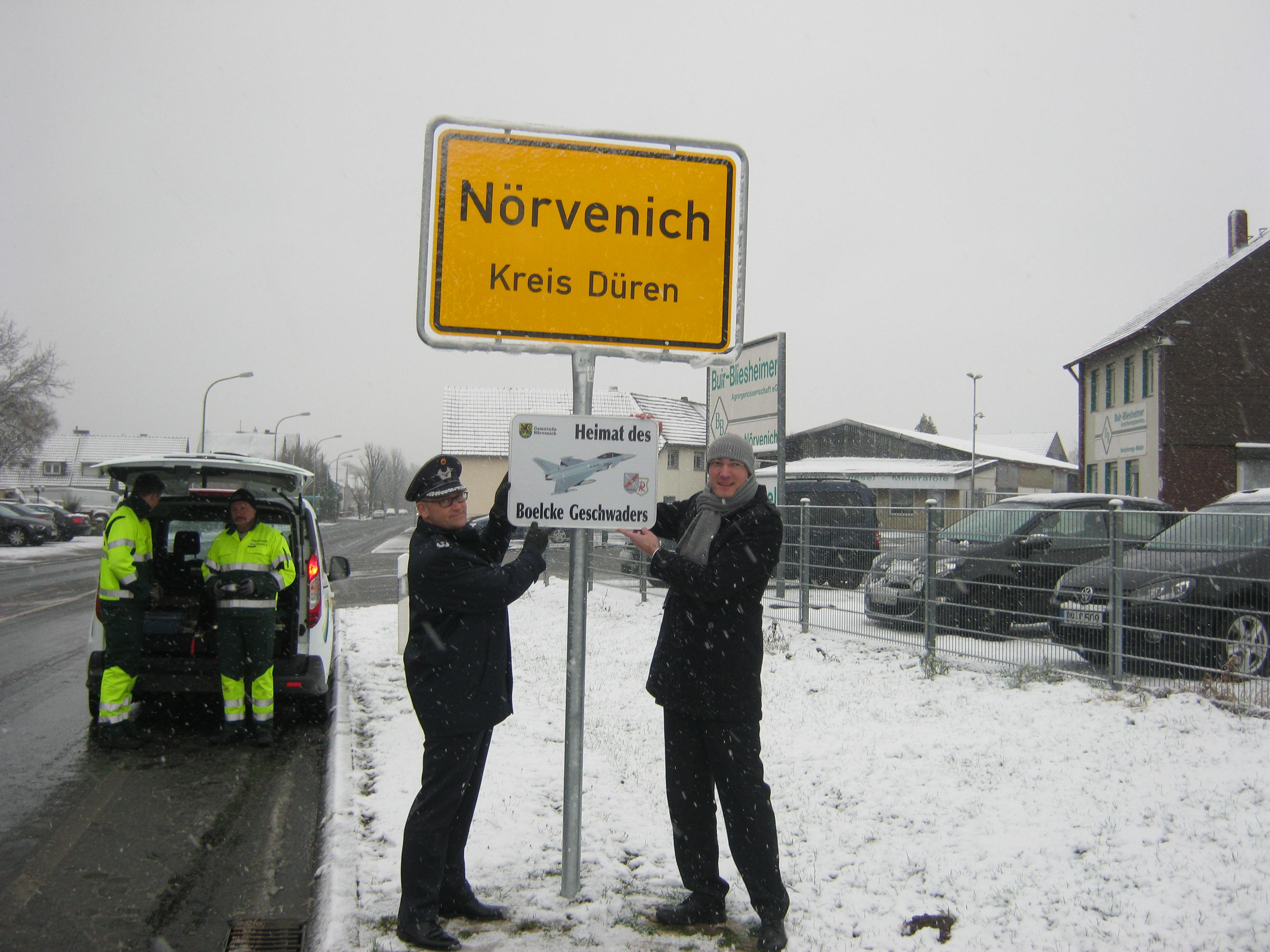
Hinweis auf den Garnisonsort Nörvenich

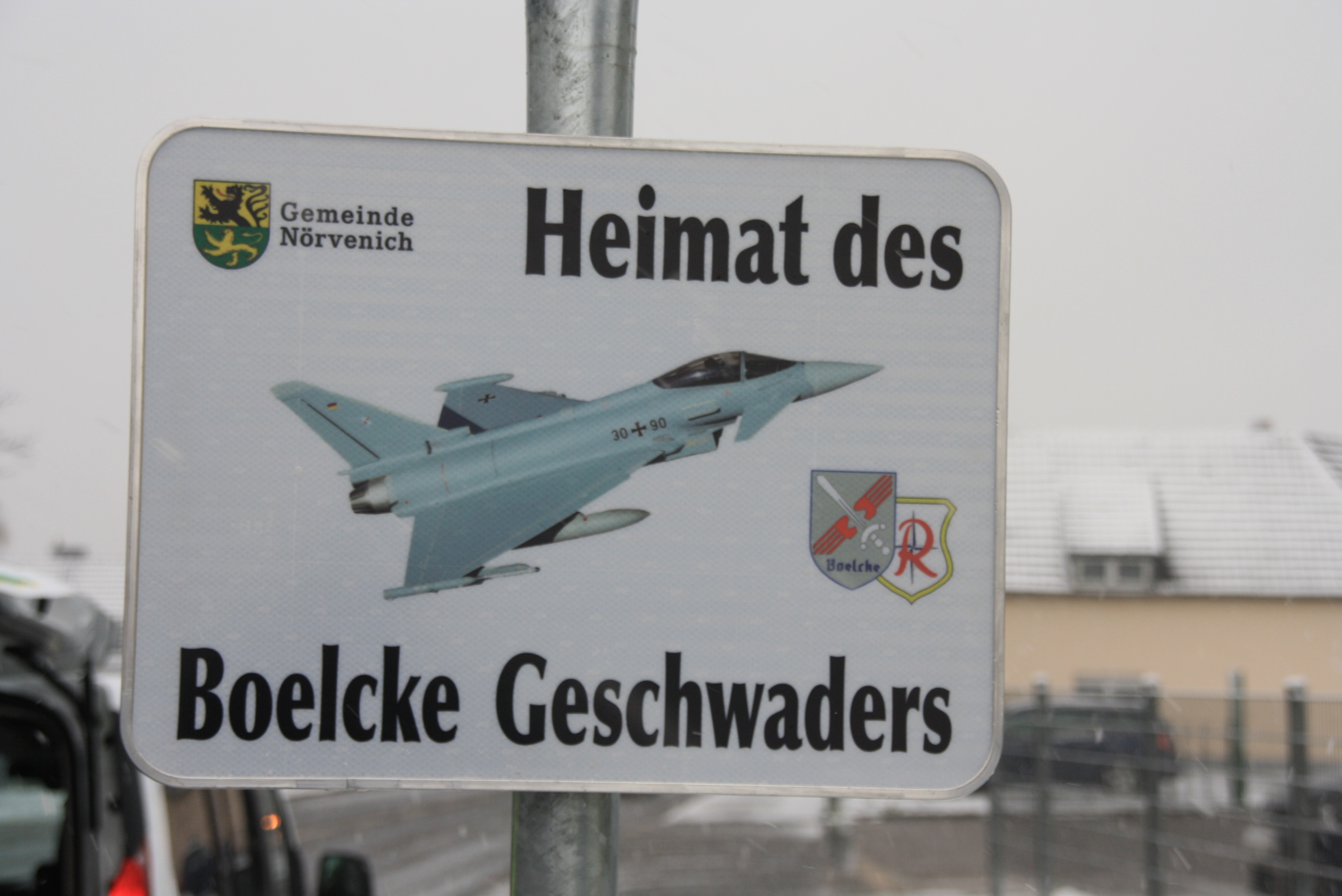
Hinweisschild Boelcke-Geschwader

Das Geschwader ist auch bekannt unter seinem Beinamen „Zirkus Boelcke“. Oswald Boelcke nutzte zirkusähnliche Zelte für die Unterbringung des Personals an der Front, so dass diese Bezeichnung schon im Ersten Weltkrieg gängig war. Heute wird der historische Begriff eher liebevoll auf den rheinischen Frohsinn und die damit verbundene Lockerheit innerhalb des Geschwaders gemünzt. In diesem Zusammenhang haben die heutigen Soldaten der TaktLwG 31 „Boelcke“ den Spitznamen weiter ausgeschmückt: „Zirkus Boelcke – Jeder Soldat eine Attraktion!!!“
Nach einer Kollision erreichte Hauptmann Heltzel 1965 mit dem Starfighter die höchste Landegeschwindigkeit, die je gemessen wurde. Mit 435 km/h gelang ihm der Eintrag ins Guinness-Buch der Rekorde.
Um die Verbundenheit der Gemeinde mit dem Geschwader zu dokumentieren, wurden an den Ortseingängen am 15. Februar 2016 Hinweisschilder angebracht. Im September 2016 unterzeichneten die Gemeinde Nörvenich und das Geschwader eine Patenschaftsurkunde.
Das Heeresmusikkorps Koblenz konzertierte am 19. Oktober 2016 im Haus der Stadt im benachbarten Düren. Dabei gelangte der Oswald-Boelcke-Marsch zur Uraufführung, den das Nörvenicher Geschwader aus Anlass des 100. Todes- und des 125. Geburtstages seines Namenspatrons eigens in Auftrag gegeben hatte. Den Marsch hat Guido Rennert komponiert und arrangiert. Er ist Stabsfeldwebel der Bundeswehr und Angehöriger des Musikkorps' der Bundeswehr in Siegburg.